# Шелдон, Гилберт
Гилберт Шелдон (англ. Gilbert Sheldon; Стэнтон, Стаффордшир, 19 июня 1598 — Ламбет, 9 ноября 1677) — епископ Лондонский (1660—1663), 78-й архиепископ Кентерберийский (1663—1677).

## Биография

### Ранние годы
Гилберт Шелдон был младшим сыном Роджера Шелдона, представителя старинной состоятельной семьи, работавшего управляющим у герцога Гилберта Тэлбота. Герцог стал крёстным отцом Гилберта, который был назван в его честь; другим крёстным был Роберт Сандерсон, отец будущего епископа с тем же именем.
В 1614 году Шелдон поступил в колледж Троицы Оксфордского университета и окончил его со степенью бакалавра искусств в 1617 году. В 1619 году он поступил в Кембриджский университет и в 1620 году получил там степень магистра искусств. В 1621 году Шелдон был принят с испытательным сроком в Колледж всех душ Оксфордского университета, и в 1624 году избран в число его преподавателей. В 1624 году стал дьяконом, и в том же году, либо спустя короткое время, рукоположён в священника. В середине 1620-х годов Шелдон стал капелланом домовой церкви лорда-хранителя печати Томаса Ковентри; в 1628 году получил степень бакалавра богословия, а в 1634 — доктора богословия. В 1634—1640 годах был помощником вице-канцлера Колледжа всех душ, в 1635 — избран его старостой. В 1632 году Шелдон получил пребенду в Глостере, в 1633 году стал викарием в Хокни, а в 1636 — ректором церквей в Оддингтоне (Оксфордшир) и в Икфорде (Бакингемшир), а также королевским капелланом; в 1639 году он стал ректором церкви в Ньюингтоне.

### Годы революции
С началом революции Шелдон стремился отстаивать идеалы конституционной демократии и, как и несколько глав других колледжей, подписал обязательную для всех мужчин в возрасте от 18 лет торжественную клятву 1642 года о готовности «жить и умереть ради истинной протестантской веры, идеалов свободы и парламентских привилегий» с оговоркой о сохранении верности также и королевской власти. Когда разразилась Гражданская война, он неизменно сопровождал короля Карла I и в 1646 году занял должность клирика Кабинета; в 1644 году на переговорах в Аксбридже на предмет принятия королём предложенных парламентом условий мирного договора, Шелдон занимал бескомпромиссную позицию, защищая интересы Англиканской церкви, чем, видимо, способствовал срыву попытки мирного урегулирования военного конфликта. В 1647 году король привлекал его к новым попыткам переговоров, а в 1648 году желание короля видеть его рядом с собой при финальных переговорах на острове Уайт не было удовлетворено, поскольку к этому времени Шелдон находился под арестом (возможно, домашним) в Оксфорде, где в течение всех лет революции добивался от преподавателей сохранения верности королю, а при сдаче Оксфорда войскам парламента в 1646 году стремился обеспечить права университета. 30 марта 1648 года он был отстранён от должности старосты Колледжа всех душ, взят под стражу, но в конце того же года освобождён с условием не приближаться к Оксфорду или к месту нахождения короля.
В 1644 году система епископального управления церковью была ликвидирована парламентом, но Шелдон не эмигрировал по примеру многих священнослужителей, и, после казни Уильяма Лода в 1645 году, король рассматривал кандидатуры Шелдона и Джаксона как наиболее достойные для занятия опустевшей архиепископской кафедры. На деле период вакантности продлился до 1660 года, и в течение 1650-х годов Шелдон жил попеременно в различных сельских имениях знатных приверженцев Англиканской церкви. Относительно хорошо сохранилась его переписка этого времени с англиканским духовенством в Англии и в Европе, которая позволяет судить о твёрдой приверженности Шелдона прежним взглядам на устройство церкви и её отношения с государством (в том числе о долге епископов возглавить и организовать деморализованное англиканское сообщество), а также о круге его чтения (в частности, он обращался к находящемуся в эмиграции епископу Морли с просьбой прислать из Антверпена католические богослужебные книги). В 1654 году в Ричмонде состоялось совещание епископов и духовенства с целью согласовать меры помощи особо нуждающимся в защите, но Шелдон не принимал в нём участия.

### Реставрация Стюартов
27 апреля 1660 года Шелдон приехал в Лондон, где принял активное участие в собраниях епископов, имевших целью консолидацию Англиканской церкви. 25 мая 1660 года король Карл высадился в Дувре, где его приветствовали пресвитериане, игравшие важную роль в реставрации английской монархии и церкви. Тем не менее, уже на следующий день король встретился в Кентербери с Шелдоном, который оказался представителем одной из групп, стремившихся оказывать влияние на нового монарха. Шелдон стал деканом Королевской капеллы и 28 июня 1660 года на благодарственном молебне в Уайтхолле по случаю восстановления монархии прочитал проповедь, в которой стремился не задеть чувств католиков и пресвитериан.
28 октября 1660 года Шелдон был рукоположён в епископа Лондонского. В 1661 году он председательствовал на конференции в Савойском дворце пресвитериан и сторонников епископального управления церковью, завершившейся безрезультатно. В ноябре 1661 года епископы вернулись в Палату лордов роялистского парламента, и Шелдон много времени уделял обеспечению интересов Англиканской церкви на законодательном поле, взаимодействуя, в частности, и с депутатами Палаты общин. В 1662 году он поддержал парламентский Акт о единообразии, в числе прочего принуждавший пресвитериан согласиться с епископальным управлением церковью.

### Архиепископ Кентерберийский
31 августа 1663 года состоялась интронизация Шелдона на Кентерберийской архиепископской кафедре. С самого начала он был полон решимости жёстко требовать от религиозных диссидентов соблюдения Акта о единообразии 1662 года. В 1665 году он издал свои требования к кандидатам на рукоположение, а в 1668 году в письме председателю апелляционного церковного суда сэру Джайлсу Свейту требовал осуществления реформ с целью прекращения задержек с правосудием и злоупотреблений, в чём видел необходимую меру защиты церкви. Шелдон категорически выступал против религиозного плюрализма и, видимо, не без его поддержки капеллан Кентерберийского архиепископа Сэмюель Паркер издавал в 1666—1667 годах свои памфлеты против Кембриджских неоплатоников. Сторонники Шелдона в Палате общин провели в 1664 и 1670 годах акты о запрете религиозных собраний верующих, не принадлежащих Англиканской церкви, а также Пятимильного акта 1665 года, который запрещал смещённым с должности священникам жить ближе пяти миль от своих прежних приходов, если они не дадут клятву верности королю.
Влиятельным покровителем Шелдона являлся лорд-канцлер Эдуард Хайд граф Кларендон, в сотрудничестве с которым он во многом определил облик Англиканской церкви, сохранявшийся вплоть до XIX века. С падением в 1667 году Хайда архиепископ Шелдон лишился королевского расположения, распространялись слухи о наличии у него любовницы. Он сохранил поддержку преданных англикан, но уже не пользовался прежним влиянием при дворе. Тем не менее, в 1672 году Кавалерский парламент отказался поддержать королевскую декларацию о веротерпимости, что стало одной из наиболее значимых побед Шелдона в период его архиепископата.
Шелдон оставил о себе память как о крупном жертвователе. В частности, он стал основным донором строительства театра Оксфордского университета (до этого для постановок использовалось здание церкви), а также давал средства на ремонт зданий колледжей не только Оксфордского, но и Кембриджского университетов, на выкуп пленников из Алжира и прочие благотворительные цели. Кроме того, Шелдон купил здание резиденции для Лондонского епископа, профинансировал ремонт резиденций Кентерберийского архиепископа.
Архиепископ Гилберт Шелдон умер в Ламбетском дворце 9 ноября 1677 года и был похоронен 16 ноября в Кройдонской церкви рядом с могилой архиепископа Уитгифта.